# 바이런적 영웅

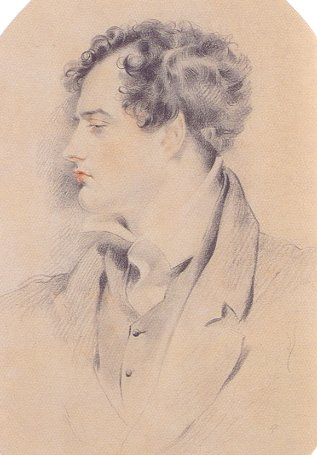
바이런 경 1816년 경, 헨리 핼러우 작

바이런적 영웅은 영국 낭만주의 시인 조지 고든 바이런의 이름을 딴 인간상으로 낭만적 영웅을 일컫는 다른 명칭이다. 바이런 자신의 성격과 그의 작품속 인물들은 이러한 인간상을 정의하는 특징을 보여준다고 사료된다.
바이런적 영웅은 바이런의 반자전적 서사시 차일드 해럴드의 편력(1812-1818)에서 처음으로 대중적 유명세를 탄다. 역사가이자 비평가 매컬레이 경은 이 인간상을 “자존심 있는, 침울한, 냉소적인, 표정에는 반항심이 마음에는 고통이 가득 차있는 인간, 자신같은 종속들을 멸시하며 복수에 불탔으나 깊고 강한 연정이 있는 이”로 설명한다.

## 같이 보기
- 반영웅
- 카리스마

1. ↑  Christiansen, 201